# Epeolus chamaesarachae
Epeolus chamaesarachae (лат.) — вид земляных пчёл-кукушек рода Epeolus из подсемейства Nomadinae (Apidae). Название дано по имени рода растений, на цветках которых был найден голотип (Chamaesaracha).

## Распространение
Северная Америка: Мексика и США.

## Описание
Мелкие слабоопушённые пчёлы, с беловато-жёлтыми отметинами на теле как у ос и рыжевато-красными ногами. Длина менее 1 см (тело самки 7,0 мм; длина головы 2,0 мм; ширина головы 2,6 мм; длина переднего крыла 5,7 мм). Epeolus diadematus не имеет близкого сходства с другими видами Epeolus, за исключением Epeolus diadematus. Уникальными в роде для обоих видов являются следующие морфологические признаки: вершинная область головы имеет две пары блестящих (обычно пунктированных) выступов («диадема»), мезоскутум отчётливо орнаментирован в основном отдельными пятнами (но некоторые соединёны) бледного и буроватого томентума, а фасция тергита T2 имеет две пары переднелатеральных расширений томентума. Разница в том, что у E. diadematus мезоплеврон имеет более плотные пунктиры вентролатерально, тогда как у E. chamaesarachae мезоплеврон имеет более редкие и меньшее количество пунктиров вентролатерально. Ассоци и рованы с цветками растений: Бакхарис (Астровые), Chamaesaracha, Kallstroemia grandiflora (Парнолистниковые), Margaranthus solanaceous (Паслёновые), Sphaeralcea angustifolia и Tidestromia lanuginosa (Амарантовые)Предположительно, как и другие виды, клептопаразиты пчёл рода Colletes, в гнёзда которых откладывают свои яйца. Максиллярные щупики 1-члениковые. 2-й стернит брюшка матовый. У самок на 6-м стерните брюшка расположены ланцетовидные, мелко зазубренные отростки. В переднем крыле три радиомедиальных ячейки, 1-я из них много крупнее 3-й. Вершина радиальной ячейки (по форме она эллиптическая) удалена от переднего края крыла. Задние голени со шпорами.